# Conophyma xinjiangensis
Conophyma xinjiangensis is een rechtvleugelig insect uit de familie Dericorythidae. De wetenschappelijke naam van deze soort is voor het eerst geldig gepubliceerd in 1982 door Huang.